# Andrea Ehrig-Mitscherlich
Andrea Schöne-Ehrig-Mitscherlich (Dresda, 1º dicembre 1960) è un'ex pattinatrice di velocità su ghiaccio tedesca.

## Palmarès

### Olimpiadi
- 7 medaglie:
  - 1 oro (3000 metri a Sarajevo 1984)
  - 5 argenti (3000 metri a Innsbruck 1976; 1000 metri a Sarajevo 1984; 1500 metri a Sarajevo 1984; 3000 metri a Calgary 1988; 5000 metri a Calgary 1988)
  - 1 bronzo (1500 metri a Calgary 1988)

### Mondiali - Completi
- 6 medaglie:
  - 2 ori (Chemnitz 1983; Sarajevo 1985)
  - 4 argenti (Inzell 1982; Deventer 1984; L'Aia 1986; West Allis 1987)

### Europei
- 5 medaglie:
  - 5 ori (Heerenveen 1983; Groninga 1985; Geithus 1986; Groninga 1987; Kongsberg 1988)